# Love in Vain

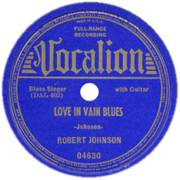
A record of Robert Johnson's Love In Vain Blues, issued by Vocalion Records

"Love in Vain" ("Love in Vain Blues", de modo original) é uma canção blues escrita e composta pelo cantor e guitarrista norte-americano Robert Johnson, cujo lançamento ocorreu em 1937. Os Rolling Stones gravaram a canção para o álbum Let It Bleed. Integrou também o álbum Me and Mr. Johnson, de Eric Clapton.
Em 2011, Love in Vain foi introduzida no Blues Hall of Fame pela Fundação Blues [en].